# 라츤

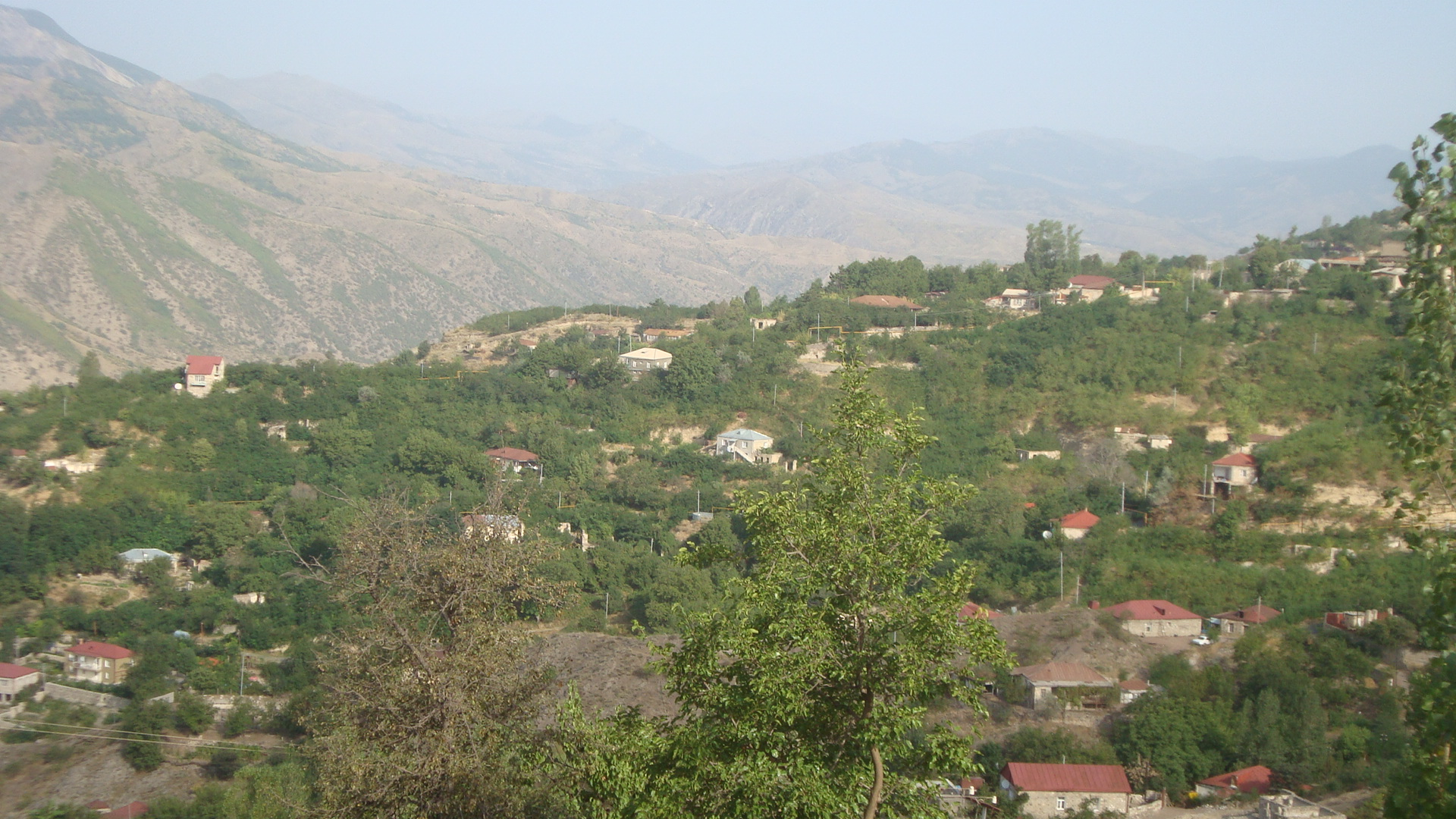

라친은 아르메니아와 아제르바이잔 접경지역에 있는 도시이다. 아르메니아와 나고르노카라바흐를 잇는 길목에 위치하며, 아르메니아인, 아제르바이잔인, 쿠르드인 등 여러 민족이 공존하던 도시였다. 이 지역을 차지한 아제르바이잔 소비에트 사회주의 공화국에 의해 아제리인의 이주가 장려되고 다른 민족들은 박해를 받아 아제리인이 대부분을 차지하게 되었다. 그러나 나고르노카라바흐 전쟁 이후 아제리인과 쿠르드인이 모두 쫓겨나고 아르메니아와 나고르노카라바흐에서 아르메니아인이 이주해오면서 지금은 주민들이 모두 아르메니아인이다.
1923년부터 1929년까지 적쿠르디스탄의 행정중심지였다. 아제르바이잔 시절에는 라친 구의 중심지였다. 지금은 나고르노카라바흐 공화국 카샤타그 주의 행정중심지이다.